# Dorymyrmex

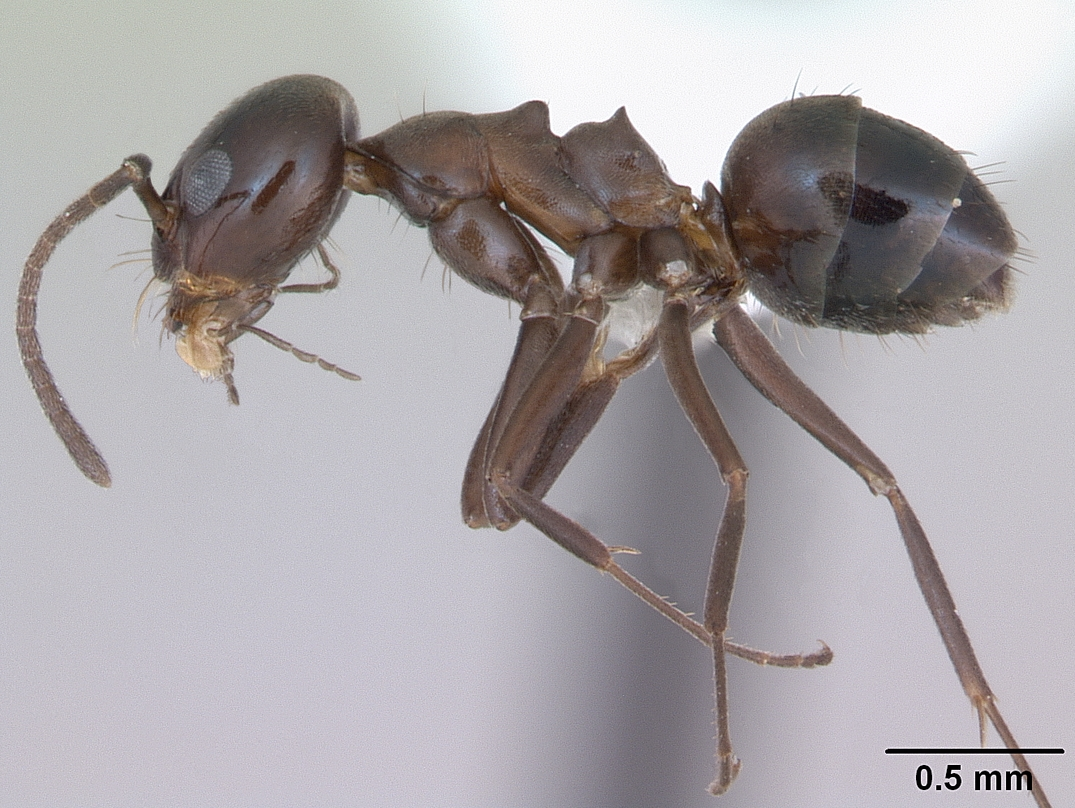
Dorymyrmex bituber

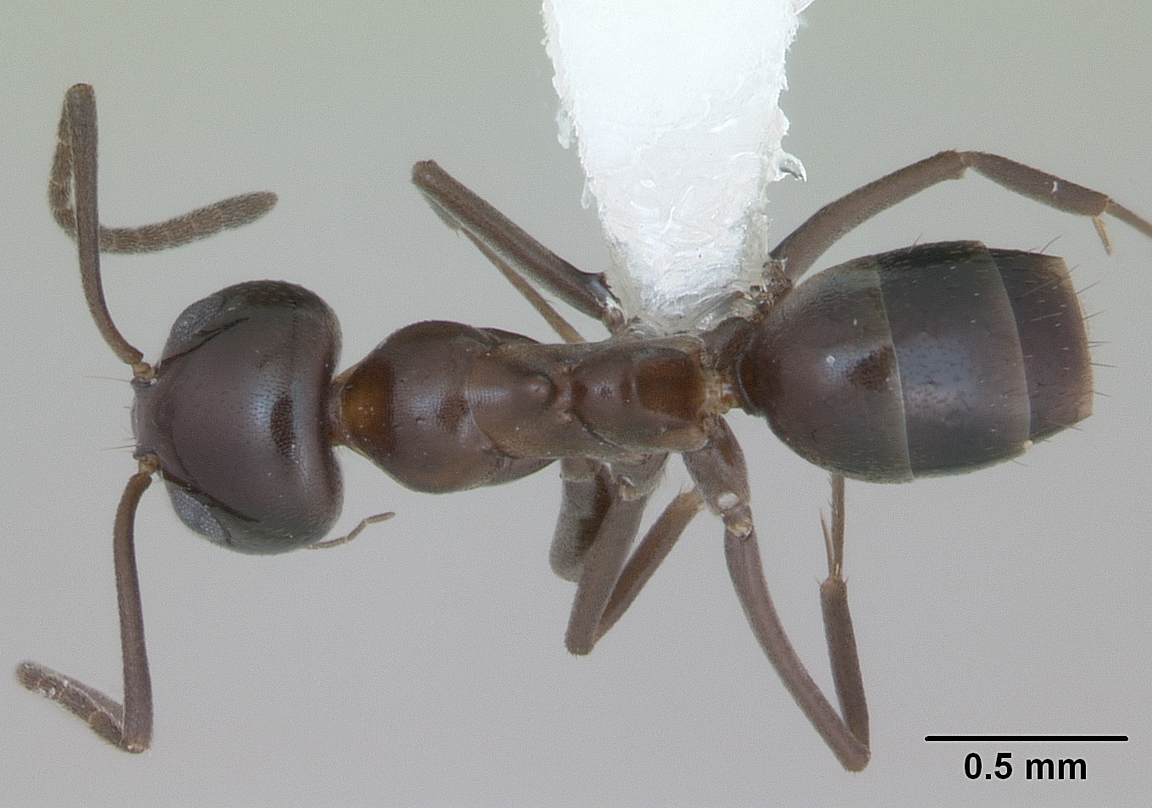
Dorymyrmex bituber

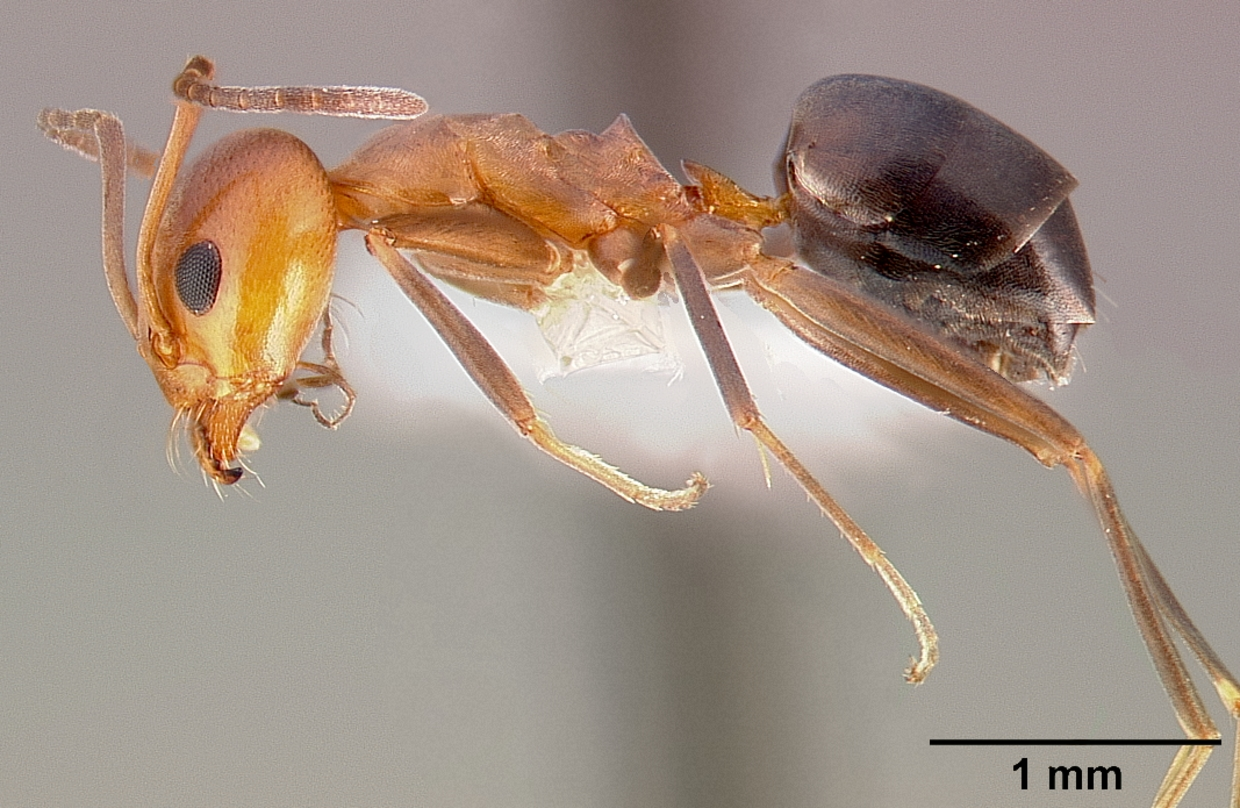
Dorymyrmex bicolor

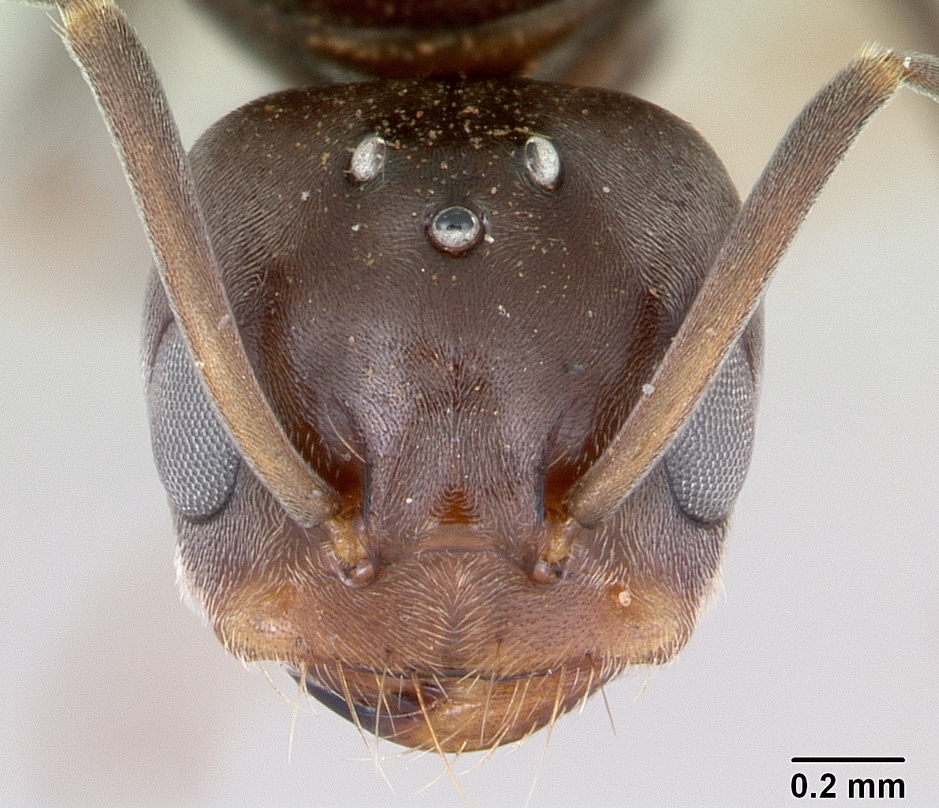
Dorymyrmex brunneus

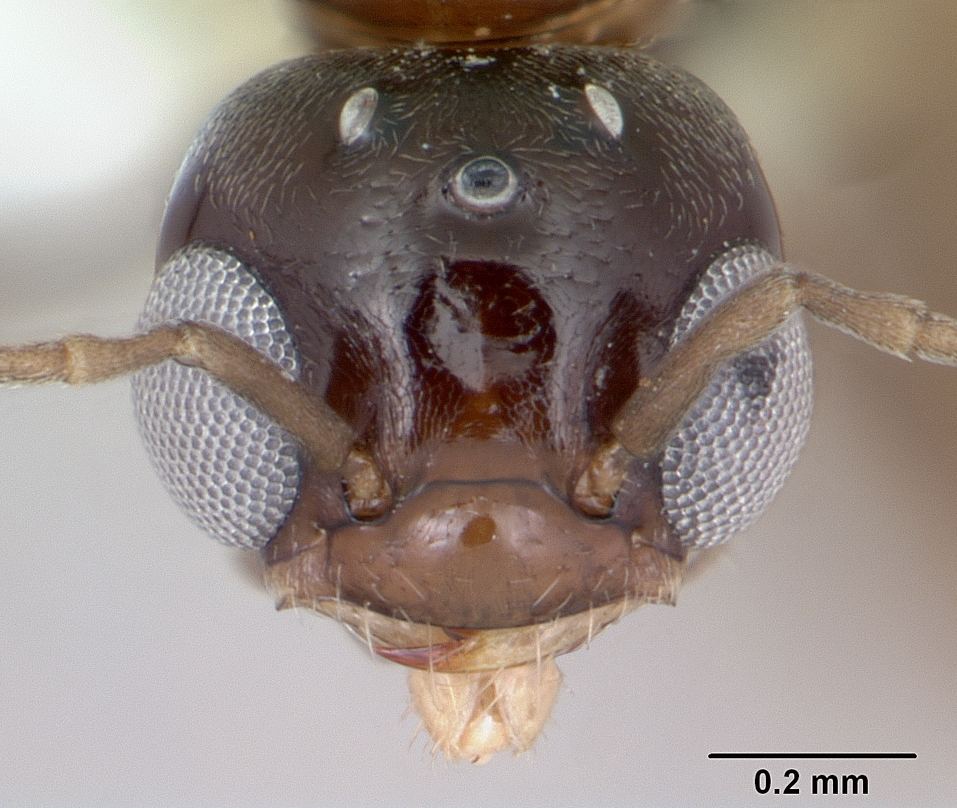
Dorymyrmex brunneus

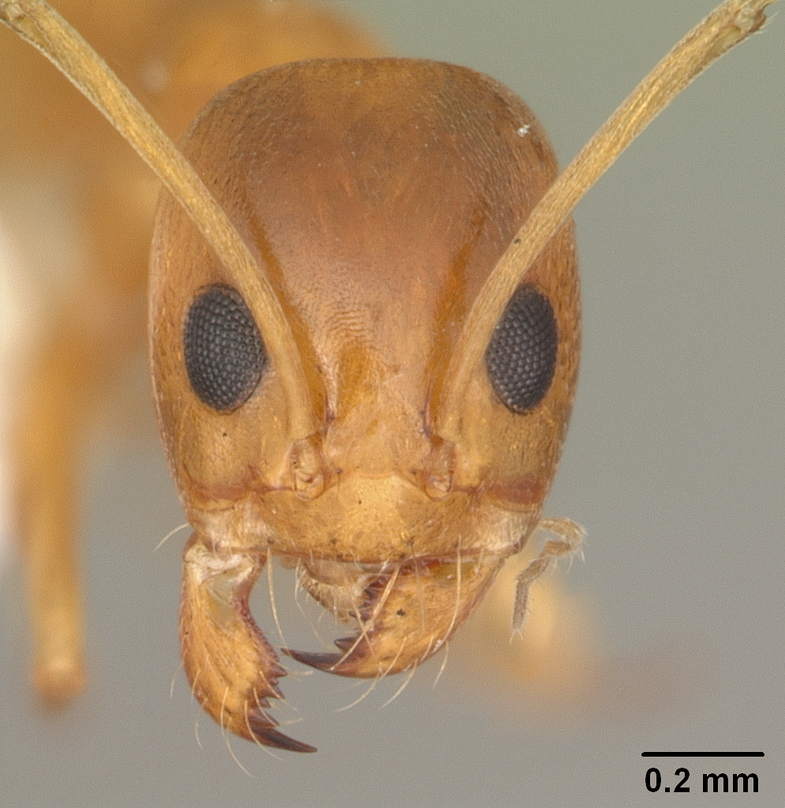
Dorymyrmex bureni

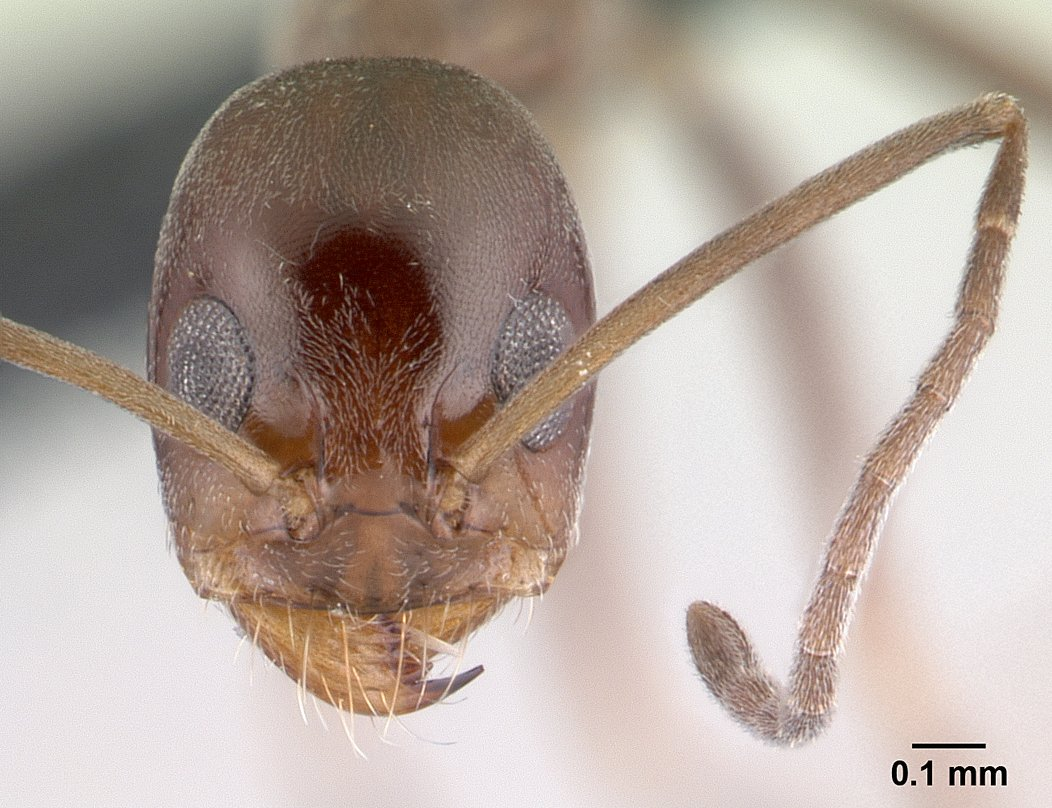
Dorymyrmex goeldii

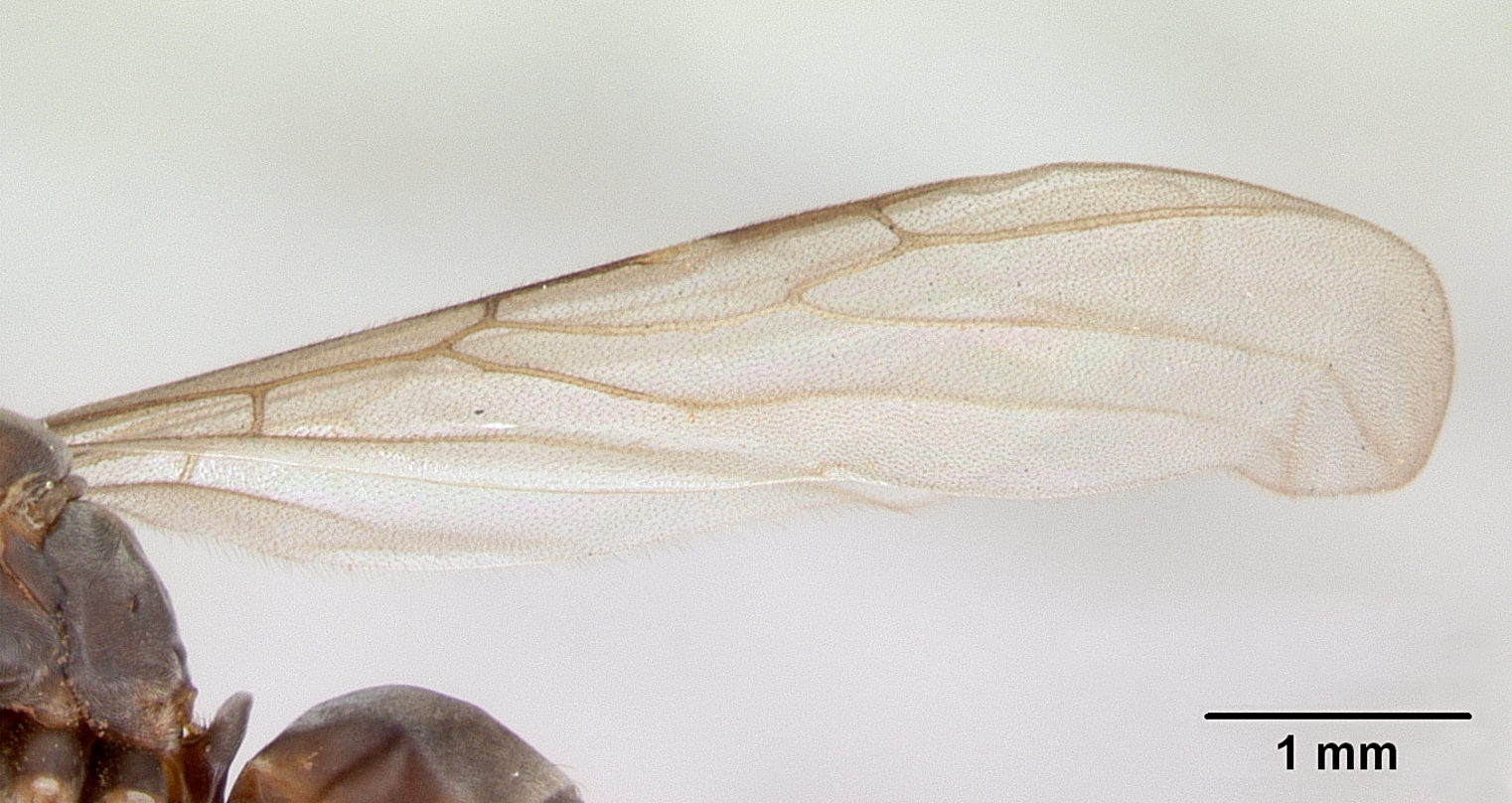
Dorymyrmex brunneus

Dorymyrmex  (лат.) (от др.-греч. δορυ- +μύρμηξ «воинственный муравей») — род муравьёв подсемейства долиходерины (Dolichoderinae, Leptomyrmecini). Неарктика и Неотропика. Более 100 видов
.

## Описание
Мелкие земляные муравьи коричневого цвета (от желтовато-коричневого до черновато-бурого). Усики самок и рабочих 12-члениковые (у самцов антенны состоят из 13 сегментов). Нижнечелюстные щупики 6-члениковые, нижнегубные щупики состоят из 4 сегментов. Третий максиллярный членик вытянутый и равен по длине вместе взятым 4+5+6-м сегментам. Жвалы рабочих с 6-9 зубцами; с крупным апикальным зубцом (он значительно длиннее субапикального). Голени средних и задних ног с одной апикальной шпорой. Заднегрудка с проподеальным зубцом, направленным вверх. Стебелёк между грудкой и брюшком состоит из одного сегмента (петиоль). Развит псаммофор. Жало отсутствует. Крылья самцов и самок с закрытой радиальной ячейкой. Гнёзда почвенные. Предпочитают сухие биотопы, луга
.
- Dorymyrmex agallardoi Snelling, R. R., 1975
- Dorymyrmex alboniger Forel, 1914
- Dorymyrmex amazonicus Cuezzo & Guerrero, 2011
- Dorymyrmex antarcticus Forel, 1904
- Dorymyrmex antillana Snelling, 2005
- Dorymyrmex baeri André, 1903
- Dorymyrmex bicolor Wheeler, 1906
- Dorymyrmex biconis Forel, 1912
- Dorymyrmex bituber Santschi, 1916
- Dorymyrmex bossutus (Trager, 1988)
- Dorymyrmex breviscapis Forel, 1912
- Dorymyrmex bruchi Forel, 1912
- Dorymyrmex brunneus Forel, 1908
- Dorymyrmex bureni (Trager, 1988)
- Dorymyrmex carettei Forel, 1913
- Dorymyrmex caretteoides Forel, 1914
- Dorymyrmex chilensis Forel, 1911
- Dorymyrmex confusus (Kusnezov, 1952)
  - =Dorymyrmex gallardoi  Santschi, 1919
- Dorymyrmex coniculus Santschi, 1922
- Dorymyrmex ebeninus Forel, 1914
- Dorymyrmex elegans (Trager, 1988)
- Dorymyrmex emmaericaellus Kusnezov, 1951
- Dorymyrmex ensifer Forel, 1912
- Dorymyrmex exsanguis Forel, 1912
- Dorymyrmex flavescens Mayr, 1866
- Dorymyrmex flavopectus Smith, 1944
- Dorymyrmex flavus [no authors], 1879
- Dorymyrmex fusculus Santschi, 1922
- Dorymyrmex goeldii Forel, 1904
- Dorymyrmex goetschi Goetsch, 1933
- Dorymyrmex grandulus (Forel, 1922)
- Dorymyrmex hunti (Snelling, 1975)
- Dorymyrmex hypocritus (Snelling, 1975)
- Dorymyrmex incomptus (Snelling, 1975)
- Dorymyrmex insanus (Buckley, 1866)
- Dorymyrmex jheringi Forel, 1912
- Dorymyrmex joergenseni Bruch, 1917
- Dorymyrmex lipan Snelling, 1995
- Dorymyrmex minutus Emery, 1895
- Dorymyrmex morenoi Bruch, 1921
- Dorymyrmex paiute Snelling, 1995
- Dorymyrmex pappodes (Snelling, 1975)
- Dorymyrmex paranensis Santschi, 1922
- Dorymyrmex planidens Mayr, 1868
- Dorymyrmex pogonius (Snelling, 1975)
- Dorymyrmex pulchellus Santschi, 1922
- Dorymyrmex pyramicus (Roger, 1863)
- Dorymyrmex reginicula (Trager, 1988)
- Dorymyrmex richteri Forel, 1911
- Dorymyrmex santschii Gallardo, 1917
- Dorymyrmex silvestrii Gallardo, 1916
- Dorymyrmex smithi Cole, 1936
- Dorymyrmex spurius Santschi, 1929
- Dorymyrmex steigeri Santschi, 1912
- Dorymyrmex tener Mayr, 1868
- Dorymyrmex thoracicus Gallardo, 1916
- Dorymyrmex tuberosus Cuezzo & Guerrero, 2011
- Dorymyrmex wheeleri (Kusnezov, 1952)
- Dorymyrmex wolffhuegeli Forel, 1911
- Dorymyrmex xerophylus Cuezzo & Guerrero, 2011